# Bikfaya - Mhaydseh
Bikfaya - Mhaydseh è un  comune (municipalité) del Libano situato nel distretto di al-Matn, governatorato del Monte Libano.